# Kościół św. Ignacego Loyoli w Kłodzku
Kościół świętego Ignacego Loyoli – rzymskokatolicki kościół filialny należący do parafii Wniebowzięcia Najświętszej Maryi Panny w Kłodzku. Znajduje się w dzielnicy Kłodzka - Ustroniu.

## Historia i architektura
Jest to świątynia wzniesiona w stylu neogotyckim. Została zbudowana w 1880 roku. Z zewnątrz prezentuje się jako prostokątna budowla z sygnaturką znajdującą się na dachu oraz oknami i portalem umieszczonymi w ostrołukach. Wnętrze kościoła posiada skromne wyposażenie powstałe w końcu XIX wieku.